# Viola Casares
Viola Casares (nacida en 1944) es una activista mexicana, reconocida por haber fundado con Petra Mata el grupo Fuerza Unida en San Antonio, Texas.

## Biografía
En la década de 1990, Viola Casares y más de mil trabajadoras mexicanas y estadounidenses de Levi Strauss & Company fueron despedidas sin una razón justificada. Casares y Petra Mata, otra de las empleadas perjudicadas, fundaron un grupo denominado Fuerza Unida y dirigieron la cooperativa asociada. El grupo coordinó las protestas contra Levi Strauss & Company por la falta de responsabilidad corporativa hacia los trabajadores.
A finales de la década, la multinacional hizo una segunda ronda de despidos y esta vez ofreció a los trabajadores un paquete de indemnización de aproximadamente 30 mil dólares por trabajador. Casares, representando a Fuerza Unida, exigió a la compañía que negociara un paquete similar para los ex empleados despedidos con anterioridad.
Casares recibió el Premio Ohtli en reconocimiento a su trabajo comunitario de parte del Gobierno de México en la Convención Nacional de la Liga de Ciudadanos Latinoamericanos Unidos (LULAC) en San Juan de Puerto Rico el 17 de julio de 2009.